# Phyllotis
Phyllotis is een geslacht van zoogdieren uit de familie van de Cricetidae. De wetenschappelijke naam van het geslacht werd in 1837 gepubliceerd door George Robert Waterhouse.

## Soorten
Er worden 23 soorten in dit geslacht geplaatst:
- Phyllotis alisosiensis Ferro, J. J. Martínez, & Barquez, 2010
- Phyllotis amicus O. Thomas, 1900
- Phyllotis andium O. Thomas, 1912
- Phyllotis anitae Jayat, D'Elía, Pardiñas, & Namen, 2007
- Phyllotis bonariensis Crespo, 1964
- Phyllotis camiari Teta et al., 2022
- Phyllotis caprinus O. P. Pearson, 1958
- Phyllotis darwinii (G. R. Waterhouse, 1837)
- Phyllotis definitus Osgood, 1915
- Phyllotis gerbillus O. Thomas, 1900
- Phyllotis haggardi O. Thomas, 1898
- Phyllotis limatus O. Thomas, 1912
- Phyllotis magister O. Thomas, 1912
- Phyllotis nogalaris O. Thomas, 1921
- Phyllotis occidens Rengifo & Pacheco, 2015
- Phyllotis osgoodi Mann, 1945
- Phyllotis osilae J. A. Allen, 1901
- Phyllotis pearsoni Pacheco, Rengifo, & Vivas, 2014
- Phyllotis pehuenche Jayat et al., 2022
- Phyllotis stenops Osgood, 1914
- Phyllotis tucumanus O. Thomas, 1912
- Phyllotis vaccarum O. Thomas, 1912
- Phyllotis xanthopygus (G. R. Waterhouse, 1837)

Andalgalomys · Auliscomys · Calassomys · Calomys · Eligmodontia · Galenomys · Graomys · Loxodontomys · Phyllotis · Salinomys · Tapecomys